# Nectactis
Nectactis is een geslacht van neteldieren uit de klasse van de Anthozoa (bloemdieren).

## Soort
- Nectactis singularis Gravier, 1918